# NGC 5491
NGC 5491 (również PGC 50630 lub UGC 9072) – galaktyka spiralna (Sb), znajdująca się w gwiazdozbiorze Panny w odległości około 337 milionów lat świetlnych od Ziemi. Odkrył ją William Herschel 12 maja 1793 roku. Tuż obok niej na niebie znajduje się dużo mniejsza galaktyka PGC 214225 (zwana czasem NGC 5491B). Mała różnica ich prędkości radialnych wskazuje na to, że istnieje pomiędzy nimi fizyczny związek.
W galaktyce NGC 5491 zaobserwowano supernową SN 2009nk.